# 京都大学医学部附属病院
国立大学病院 特定技能病院 京都大学医学部附属病院（こくりつだいがくびょういん とくていぎのうびょういん きょうとだいがくいがくぶふぞくびょういん）は、京都市左京区にある京都大学医学部附属の大学病院である。略称は京大病院。

## 概要
病床数は1121床を有し、職員数は医師：782人、看護師：1052人、薬剤師：67人、理学・作業療法士：33人が従事している。生体肺移植や脳死による臓器移植を行っている病院でもある。東大路通（東山通）を挟んで西側に附属病院、医学系研究施設、医学部、薬学部などがあり、東側に京都大学の本部がある。
厚生労働省より、国際水準の臨床研究等の中心的役割を担う国内の中核病院として、「臨床研究中核病院」に指定されている。

## 基本理念
1. 患者中心の開かれた病院として、安全で質の高い医療を提供する。
2. 新しい医療の開発と実践を通して、社会に貢献する。
3. 専門家としての責任と使命を自覚し、人間性豊かな医療人を育成する。

## 診療科
- 内科：
  - 血液内科
  - 糖尿病・内分泌・栄養内科
  - 循環器内科
  - 消化器内科
  - 呼吸器内科
  - 免疫・膠原病内科
  - 初期診療・救急科
  - 脳神経内科
  - 腎臓内科
  - 腫瘍内科
  - 緩和医療内科
  - 早期医療開発科
- 外科：
  - 消化管外科
  - 乳腺外科
  - 肝胆膵・移植外科
  - 小児外科
- 心臓血管外科
- 呼吸器外科
- 脳神経外科
- 眼科
- 耳鼻咽喉科
- 歯科口腔外科
- 整形外科
- 形成外科
- 産婦人科
- 泌尿器科
- 麻酔科
- 小児科
- 放射線治療科
- 放射線診断科
- 皮膚科
- 精神科神経科
- リハビリテーション科
- 病理診断科

## 沿革
- 1899年
  - 7月 京都帝国大学医科大学を設置。
  - 12月 京都帝国大学医科大学附属病院を設置。
- 1919年2月 京都帝国大学医学部附属病院と改称。
- 1949年5月 京都大学医学部附属病院と改称。
- 1999年4月 京都大学胸部疾患研究所附属病院を統合。
- 2006年4月 脳死肺移植手術で、手術ミスによる死亡事故が発生。以降、脳死肺移植手術を自粛。
- 2008年6月 脳死肺移植手術を再開[2]。
- 2010年3月 前年11月に、女性看護師が入院中の女性患者に対して故意に不必要なインスリンを投与し、さらに低血糖を起こしているにもかかわらず、カルテに虚偽の血糖値を記載したとして、殺人未遂容疑で京都府警に逮捕された。
- 2012年
  - 4月 遺伝性免疫疾患の一種の難病「チェディアック・東症候群」に苦しむ8歳の女児に、母親からの生体肺移植手術を実施し、成功した。
  - 12月 iPS細胞臨床開発部を設置。
- 2013年11月 次世代型ハイブリッド手術室の稼働を開始。胸腹部の大動脈に対するカテーテルを用いた血管内治療と外科手術を同時に行う従来のハイブリッド手術室の役割だけでなく、大動脈弁疾患や治療困難な巨大脳動脈瘤、脳動静脈奇形などの複雑な血管病変、腫瘍病変、脊椎病変に対して、安全性の高い高度な治療が可能。心臓血管外科と循環器内科では、経カテーテル大動脈弁植え込み術 (Transcatheter Aortic Valve Implantation：TAVI) を予定し、脳神経外科、耳鼻咽喉科、整形外科では、難易度の高い頭蓋内疾患、脊椎疾患、頭頸部疾患の治療を予定。
- 2014年
  - 2月 小児がん拠点病院に指定。
  - 5月15日 夫から提供された右肺の一部を反転させて重い肺疾患の妻の左肺に移植する世界初の手法で生体肺移植を実施。3Dプリンターで肺の模型を作製し、綿密なシミュレーションが成功につながった。
  - 7月 他の病院で摘出不可能と判断された巨大な胸部肉腫切除術施行。腫瘍は、両肺・心臓・食道・肝臓に取り囲まれた位置にあり、下大静脈を取り囲み、肝静脈の近くに及んでいた。5科が協力して11時間に及ぶ手術となったが、下大静脈、右肺の一部、心膜の一部、横隔膜の一部、とともに腫瘍を完全に切除。
  - 11月 順天堂大学医学部附属順天堂医院（東京都）で脳死と判定された6歳未満の女児からの臓器提供で提供された女児の肺・肝臓を肺は10歳未満の男の子に、肝臓は10代女性にそれぞれ移植する手術を実施。10代女性は難病の原発性硬化性胆管炎を患っていた。
- 2016年7月 実験室火災発生、研究員3人が煙を吸う。このとき実験中だった。警察と消防は原因を調査。
- 2020年4月6日 再生医療の治験を行う「次世代医療・iPS細胞治療研究センター」開設[3]。

## 入院病棟
- 北病棟

5階：こども医療センター
4階：こども医療センター
3階：デイ・ケア診療部　作業療法室
2階：精神科神経科
1階：初期診療・救急科　放射線治療科(RI)　呼吸器内科(結核)　精神科神経科外来
- 中病棟

8階：婦人科、循環器内科
7階：循環器内科
6階：肝胆膵・移植外科、耳鼻咽喉科・頭頸部外科
5階：小児科、心臓血管外科、循環器内科、麻酔科
4階：集中治療部（ICU）
3階：心血管・肝胆膵高度治療室(CCU/HCU)
2階：総合周産期母子医療センター（産科・MFICU・NICU・GCU）
1階：救急・脳卒中 集中治療室（ES-ICU）
地下1階：放射線部（核医学診療(RI)部門・放射線治療部門）
- 積貞棟

8階：放射線治療科、腫瘍内科、乳腺外科、呼吸器内科
7階：消化器内科、血液内科
6階：消化管外科、乳腺外科
5階：呼吸器内科
4階：呼吸器外科、呼吸管理・睡眠制御、呼吸器内科
3階：消化管外科、乳腺外科
2階：血液内科、小児科
1階：がんセンター、外来化学療法室、放射線治療科、緩和医療科、外来がん診療部、がん相談支援センター、薬剤部、緩和ケアセンター
地下1階：疾患栄養治療部
- 南病棟

8階：眼科、糖尿病・内分泌・栄養内科
7階：糖尿病・内分泌・栄養内科、免疫・膠原病内科
6階：腎臓内科、泌尿器科
5階：耳鼻咽喉科・頭頸部外科
4階：脳神経外科、脳神経内科
3階：脳神経内科、てんかん・運動異常、歯科口腔外科
2階：皮膚科、形成外科、腎臓内科、整形外科
1階：整形外科、脳神経外科
地下1階：リハビリテーション部、心臓リハビリテーション室、医療情報企画部

## 施設基準
- ウイルス疾患指導料
- がん患者指導管理料3
- 移植後患者指導管理料
- 夜間休日救急搬送医学管理料
- 遺伝カウンセリング加算
- 心臓カテーテル法による諸検査の血管内視鏡検査
- 胎児心エコー法
- ヘッドアップティルト試験
- 皮下連続式グルコース測定
- 長期継続頭蓋内脳波検査
- 脳磁図
- 神経学的検査
- ロービジョン検査判断料
- 無菌製剤処理料
- 心大血管疾患リハビリテーション料(I)
- 集団コミュニケーション療法料
- 歯科口腔リハビリテーション料2
- 認知療法・認知行動療法1
- 精神科作業療法
- 精神科ショート・ケア「大規模なもの」
- 精神科デイ・ケア「大規模なもの」
- 抗精神病特定薬剤治療指導管理料（治療抵抗性統合失調症治療指導管理料に限る。）
- 緑内障手術（緑内障治療用インプラント挿入術
- 植込型骨導補聴器
- 内視鏡下鼻・副鼻腔手術V型（拡大副鼻腔手術）
- 乳がんセンチネルリンパ節加算1及び2
- ゲル充填人工乳房を用いた乳房再建術（乳房切除後）
- 同種死体肺移植術
- 生体部分肺移植術
- 大動脈バルーンパンピング法（IABP法）
- 腹腔鏡下肝切除術
- 広範囲顎骨支持型装置埋入手術
- 補助人工心臓
- 糖尿病合併症管理料
- がん患者指導管理料
- 時間内歩行試験
- 脳血管疾患等リハビリテーション料 (I)
- 運動器リハビリテーション料 (I)
- 網膜付着組織を含む硝子体切除術（眼内内視鏡を用いるもの）
- 植込型補助人工心臓（非拍動流型）
- 麻酔管理料 (II)
- 植込型心電図検査
- 経皮的大動脈遮断術
- 呼吸器リハビリテーション料 (I)
- 植込型骨導補聴器移植術及び植込型骨導補聴器交換術
- ダメージコントロール手術
- 外来放射線治療加算
- 生体部分肝移植術
- 同種死体肝移植術
- 同種死体膵移植術、同種死体膵腎移植術
- 1回線量増加加算
- 腹腔鏡下膵体尾部腫瘍切除術
- 画像誘導放射線治療加算 (IGRT)
- 早期悪性腫瘍大腸粘膜下層剥離術
- 腎腫瘍凝固・焼灼術（冷凍凝固によるもの）
- 定位放射線治療
- ニコチン依存症管理料
- がん治療連携計画策定料
- コンタクトレンズ検査料1
- 小児食物アレルギー負荷検査
- 内服・点滴誘発試験
- センチネルリンパ節生検（乳がんに係るものに限る。）
- 画像診断管理加算2
- 医療保護入院等診療料
- 透析液水質確保加算2
- 一酸化窒素吸入療法
- 歯科技工加算
- 皮膚悪性腫瘍切除術（悪性黒色腫センチネルリンパ節加算を算定する場合に限る。）
- 経皮的冠動脈形成術
- 経皮的冠動脈形成術（特殊カテーテルによるもの）
- 経皮的大動脈弁置換術
- 磁気ナビゲーション加算
- ペースメーカー移植術及びペースメーカー交換術
- 同種死体腎移植術
- 生体腎移植術
- 腹腔鏡下膀胱悪性腫瘍手術
- 保険医療機関間の連携による病理診断
- 経皮的冠動脈ステント留置術
- 膀胱水圧拡張術
- テレパソロジーによる術中迅速細胞診
- 肝炎インターフェロン治療計画料
- 人工尿道括約筋植込・置換術
- 腹腔鏡下前立腺悪性腫瘍手術
- クラウン・ブリッジ維持管理料
- 医療機器安全管理料1
- 歯科治療総合医療管理料
- 造血器腫瘍遺伝子検査
- 検体検査管理加算 (I)
- 遠隔画像診断（受信側）
- コンピューター断層複合撮影
- CT撮影及びMRI撮影
- 冠動脈CT撮影加算
- 心臓MRI撮影加算
- 抗悪性腫瘍剤処方管理加算
- 外来化学療法加算
- 組織拡張器による再建手術（一連につき）（乳房（再建手術）の場合に限る。）
- 骨移植術（軟骨移植術を含む。）
- 脳刺激装置植込術（頭蓋内電極植込術を含む。）及び脳刺激装置交換術
- 脊髄刺激装置植込術及び脊髄刺激装置交換術
- 植込型心電図記録計移植術及び植込型心電図記録計摘出術
- 両心室ペースメーカー移植術及び両心室ペースメーカー交換術
- 植込型徐細動器移植術、植込型除細動器交換術及び経静脈電極抜去術（レーザーシースを用いるもの）
- 両室ペーシング機能付き植込型除細動器移植術及び両室ペーシング機能付き植込型除細動器交換術
- 腹腔鏡下子宮悪性腫瘍手術（子宮体がんに限る。）
- 顎口腔機能診断料
- ポジトロン断層撮影又はポジトロン断層
- 輸血管理料
- 人工肛門・人工膀胱造設術前処置加算
- 内視鏡手術用支援機器加算

## 特記事項
臓器移植
臓器移植の分野においては肺、膵臓、小腸、腎臓移植、生体肝移植、脳死臓器移植の保険施設として認定されている。
2014年5月15日、世界で初めて肺を左右反転させる生体移植を行い成功させた。手術に当たっては提供者・患者双方の体内データを基に3Dプリンターで模型を作り検討・試験を行った。
積貞棟
がん治療を主な目的とする病棟として「積貞棟」が2008年7月に着工され、2010年5月に完成した。地上8階・地下1階の建物にのべ床面積は約2万平方メートルに約300床を配置し、複数の診療科の連携による集学的治療を行う。地下1階には病院全体の厨房として、急速冷却・加熱で病院食の衛生管理を導入する「クックチルシステム」を導入している。
山内溥任天堂相談役から約75億円の寄付を受けた。高さ31メートルは2007年に導入された京都市の景観政策による高さ制限（20メートル）を上回ったが、京都市は公共性が高く、ひさしの深い屋根を採用する等の景観にも配慮しているとして、初めて京都市の高さ制限規制を除外した。
将来計画
第1ステージ（2011〜2019年度）、第2ステージ（2019年度以降）に分けた長期整備計画を予定している。
- 第1ステージでは、「総合高度先端医療病棟」の他に、共同研究棟（地上4階、地下1階、延床面積約4,600平方メートル、2014年度〜2015年度）、計画病棟2（地上8階、地下1階、延床面積約20,000平方メートル、2017年度〜2020年度）などを計画している。
- 第2ステージでは、臨床研究棟（地上5階、地下1階、延床面積約9,000平方メートル）、総合研究棟1（地上5階、延床面積約10,000平方メートル）、総合研究棟2（地上4階、延床面積約12,000平方メートル、総合研究棟3（地上4階、延床面積約13,600平方メートル）等が計画されている。

## 交通アクセス
- 京阪電気鉄道神宮丸太町駅下車、5番出口より東へ徒歩10分（精神科へは5番出口より北へ徒歩5分）
- 京都市営バス（京大快速[12]・31・65・201・206系統）「京大病院前」バス停下車
- ケイルック 京大病院ライナーhoop「京大病院前」バス停下車
- 京都市営バス（93・202・203・204系統）「熊野神社前」バス停下車、徒歩5分

## 近隣施設
- 京都大学
- IPS細胞研究所
- 京都府立医科大学附属病院；鴨川を挟んで両岸に病院がある。
- 熊野神社
- 吉田神社

## 不祥事・医療ミス・医療事故
- 2010年3月 前年11月に、女性看護師（福井県立若狭高等学校卒業、長野県内の看護大学卒業）が入院中の女性患者に対して故意に不必要なインスリンを投与し、さらに低血糖を起こしているにもかかわらず、カルテに虚偽の血糖値を記載したとして、殺人未遂容疑で京都府警に逮捕された。
- 2019年9月25日（処分日） - 男性看護師（44歳）が、2018年12月末～2019年2月、入院中の女性患者（20～40代）や来院者の計5人を盗撮した。2019年6月、京都市内のコンビニでの盗撮行為で書類送検され、捜査段階で院内でのわいせつ行為が発覚。9月25日、病院は男性看護師を懲戒解雇処分とした[13]。
- 2019年11月19日（発表日） - 心不全と腎臓機能の低下で入院していた成人男性患者がCT検査のため、腎臓への負担をやわらげる作用のある炭酸水素ナトリウムを点滴した際、誤って本来必要な濃度の6.7倍の製品を投与。男性は点滴中や点滴後に、痛みやしびれなどの異常を繰り返し訴えたが、医師や看護師はミスに気付けなかった。さらに、検査から3時間後に男性が心停止した際、蘇生措置をした医師が、血液を固まりにくくする薬を男性が飲んでいることを把握していなかったため、大量出血を招いた。男性の意識は戻らず、6日後に出血性ショックによる多臓器不全で死亡した。事故の発生時期や男性患者の個人情報につながる情報の公表は遺族の希望により非公表となった[14]。
- 2020年2月 - 医師44人と研修医57人、それに事務職員など15人の、合わせて116人が家族を含む２人以上で飲酒を伴う外食などを行っていた。当院では新型コロナウイルスの感染拡大を防ぐため、2月以降、今年度から病院で勤務する研修医などを含めて、職員全員に懇親会などの会食や国内旅行などの自粛を求めていた。2020年4月8日現在、病院は職員71人に自宅待機を命じた[15]。